# Jean François Gabriel d'Ornay
Jean François Gabriel d'Ornay, né le 23 août 1729 à Rouen et mort le 25 novembre 1834 à Saint-Martin-de-Boscherville dans sa 106e année, est un avocat français.

## Biographie
Il est avocat au parlement de Normandie, procureur du roi au Bureau des Finances de Rouen et échevin de la ville de Rouen. Il est reçu membre de l'Académie des sciences, belles-lettres et arts de Rouen en 1762. Il est maire de Saint-Martin-de-Boscherville de 1800 à 1802.
À sa mort, il est juge de paix dans le canton de Duclair.
Il est l'oncle de Eustache de La Quérière.
Une rue de Rouen porte son nom depuis 1884.

## Écrits
- Discours qui a remporté le prix à l’Académie de Caen, en 1765, sur cette question : Quelles distinctions peut-on accorder aux riches laboureurs, tant propriétaires que fermiers, pour fixer et multiplier les familles dans cet état utile et respectable, sans en ôler la simplicité qui en est la base essentielle ?, 1765
- Essai sur la ville de Rouen et les travaux faits et à faire pour la plus grande utilité et le plus grand avantage de cette ville, Rouen, impr. de V. Guilbert, 1806
- Mes quatre-vingts ans
- La Mémoire et l'Oubli, Rouen, impr. de V. Guilbert, 1811
- Mes adieux
- Le Nouveau Riche et le Solitaire, Rouen, impr. de P. Périaux, 1822